# Telomestatin
Telomestatin je makrociklično hemijsko jedinjenje koje deluje tako što inhibira aktivnost telomeraza ćelija kancera. Ovo jedinjenje je prvi put izolovano iz bakterije Streptomyces anulatus. Telomestatin indukuje formiranje G-kvadrupleksa (G4) iz hibridnog tipa G-kvadrupleksa u telomernom region. Nakon formiranja G4 strukture dolazi do smanjenja aktivnosti telomeraze, koja učestvuje u replikaciji telomera i stoga ćelija umire usled Hejflikovog tipa starenja.